# Robin Szolkowy
Robin Szolkowy (Greifswald, 14 luglio 1979) è un ex pattinatore artistico su ghiaccio tedesco.
Con la partner Aliona Savchenko, ha vinto la medaglia di bronzo alle Olimpiadi invernali 2010 e 2014, cinque campionati mondiali, quattro campionati europei, tre edizioni del Grand Prix (2007-2008, 2010-2011 e 2013-2014) e sette campionati nazionali tedeschi (2004, 2005, 2006, 2007, 2008, 2009, 2011).

## Palmarès

### Con Savchenko
| Risultati                      | Risultati      | Risultati      | Risultati      | Risultati      | Risultati      | Risultati      | Risultati      | Risultati      | Risultati      | Risultati      | Risultati      |
| Internazionali                 | Internazionali | Internazionali | Internazionali | Internazionali | Internazionali | Internazionali | Internazionali | Internazionali | Internazionali | Internazionali | Internazionali |
| Evento                         | 2003–2004      | 2004–2005      | 2005–2006      | 2006–2007      | 2007–2008      | 2008–2009      | 2009–2010      | 2010–2011      | 2011–2012      | 2012–2013      | 2013–2014      |
| ------------------------------ | -------------- | -------------- | -------------- | -------------- | -------------- | -------------- | -------------- | -------------- | -------------- | -------------- | -------------- |
| Giochi olimpici invernali      |                |                | 6º             |                |                |                | 3º             |                |                |                | 3º             |
| Campionati mondiali            |                | 6º             | 6º             | 3º             | 1º             | 1º             | 2º             | 1º             | 1º             | 2º             | 1º             |
| Campionati europei             |                | 4º             | 2º             | 1º             | 1º             | 1º             | 2º             | 1º             | R              | 2º             | R              |
| GP Finale                      |                |                | 3º             | 2º             | 1º             | 3º             | 3º             | 1º             | 1º             |                | 1º             |
| GP Trophée Eric Bompard        |                |                |                |                |                | 1º             | 3º             | 1º             |                | R              |                |
| GP Cup of China                |                |                |                | 3º             |                |                |                |                |                |                | 1º             |
| GP Cup of Russia               |                | 3º             |                | 1º             | 2º             |                |                |                | 1º             |                | 1º             |
| GP NHK Trophy                  |                |                | 2º             |                | 1º             |                |                |                | 3º             |                |                |
| GP Skate Canada                |                |                | 1º             |                | 1º             |                | 1º             |                |                | 1º             |                |
| GP Skate America               |                |                |                |                |                | 1º             |                | 1º             | 1º             |                |                |
| Nebelhorn Trophy               |                | 3º             | 1º             |                | 1º             | 1º             | 1º             |                |                |                |                |
| Ondrej Nepela Trophy           |                | 1º             | 1º             |                |                |                |                |                |                |                |                |
| NRW Trophy                     |                |                |                |                |                |                |                |                |                | 1º             |                |
| Nazionali                      |                |                |                |                |                |                |                |                |                |                |                |
| Campionati tedeschi            | 1º             | 1º             | 1º             | 1º             | 1º             | 1º             |                | 1º             |                |                | 1º             |
| GP = Grand Prix; R = Ritirati. |                |                |                |                |                |                |                |                |                |                |                |

### Con Claudia Rauschenbach
| Internazionali      | Internazionali | Internazionali | Internazionali | Internazionali |
| Evento              | 1997–98        | 1998–99        | 1999–00        | 2000–01        |
| ------------------- | -------------- | -------------- | -------------- | -------------- |
| Campionati mondiali |                |                | 10°            | 9°             |
| JGP Germania        |                | 8°             |                | 6°             |
| JGP Ungheria        |                | 6°             |                |                |
| JGP Paesi Bassi     |                |                | 4°             |                |
| JGP Polonia         |                |                |                | 7°             |
| JGP Svezia          |                |                | 5°             |                |
| Nazionali           |                |                |                |                |
| Campionati tedeschi | 4° J.          | 1° J.          | 1° J.          | 1°             |
| J. = Junior         |                |                |                |                |

### Con Johanna Otto
| International                        | International |
| Event                                | 1996–97       |
| ------------------------------------ | ------------- |
| Campionati mondiali                  | 13°           |
| Blue Swords                          | 10°           |
| Grand Prix International St. Gervais | 7°            |